# Облога Замостя (1831)
Облога Замостя — ряд озброєних сутичок під час Листопадового повстання 1830—1831 років, що відбулися у лютому-серпні 1831 року поблизу Замостя, між польськими повстанськими загонами і частинами окупаційної російської імператорської армії.

## Історія
1831 року при вступі російських військ у Польщу для придушення повстання, від лівофлангового корпусу генерала Кіпріана Крейца, який прямував через Устилуг на Люблін, був виділений для нагляду за Замостям кавалерійський загін (6 ескадронів драгунів, 2 сотні козаків і 4 кінних артилерійських батарей), котрий, однак, внаслідок своєї малочисельності, не мав ніякої можливості повністю паралізувати дії гарнізону Замостя.
21 лютого (5 березня) комендант Крисинський вислав до Устилугу (60 км східніше Замостя) 4 лінійних роти з 4 гарматами, посилені косіньєрами і кракусами (пішими і кінними добровольцями); цей загін зненацька напав в Устилузі на передовий батальйон Житомирського полку і захопив у полон його командира полковника Богомольця, офіцерів і 370 вояків
З 5 (17) березня 1831 року по 28 березня (9 квітня) Замостя стало основою захистом загону польського генерала Юзефа Дверницького, що прямував на Поділля і Волинь для поширення там повстання.
З 3 (15) квітня 1831 року до 8 (20) квітня в Замості зосереджувався загін генерала Войцеха Хшановского (6 500 осіб), що повернув відтак звідти через Люблін за Віслу на сполучення з головними силами польської армії. 24 липня (5 серпня) 1831 року після переходу генерала Федора Рідігера через Віслу, Люблінське воєводство було зайняте корпусом генерал-лейтенанта Паїсія Кайсарова, і для облоги Замостя було виділене 6 піхотних, 3 гусарських і один козачий полки. Цей загін мав кілька сутичок з гарнізоном, як наприклад, 4 (серпня)  1831 року, коли осадні війська приступом захопили два редути, що прикривали передмістя Новомясто. Замостя здалося росіянам останньою серед польських цитаделей; пізніше гарнізон був відпущений на батьківщину.